# Kazimierz Fonfara
Kazimierz Fonfara (ur. 4 marca 1938) – polski duchowny polskokatolicki, infułat, administrator diecezji krakowsko-częstochowskiej Kościoła Polskokatolickiego w RP w latach 2004-2005, duszpasterz wspomagający w parafii polskokatolickiej Matki Bożej Bolesnej w Sosnowcu.

## Życiorys
Kazimierz Fonfara otrzymał święcenia kapłańskie w 1961 z rąk biskupa katowickiego, Herberta Bednorza. W latach 1961–1964 pracował jako duszpasterz w rzymskokatolickiej parafii św. Józefa w Katowicach - Załężu. W latach 1968–1969 pełnił obowiązki prefekta w Wyższym Śląskim Seminarium Duchownym w Katowicach (z siedzibą w Krakowie). 
W związku z romansem, a następnie zawarciem związku małżeńskiego, został suspendowany. W 1975 przeszedł do Kościoła Polskokatolickiego. Niemal od początku swojej posługi w tym Kościele związany był z parafią Bożego Ciała w Bolesławiu. 
20 czerwca 2003 decyzją Ogólnopolskiego Synodu Kościoła Polskokatolickiego został mianowany administratorem diecezji krakowsko-częstochowskiej. Urząd pełnił faktycznie od czerwca 2004. W tym czasie stał się krytyczny wobec polityki władz Kościoła Polskokatolickiego i biskupa Wiktora Wysoczańskiego.
W 2005 Kazimierz Fonfara przeszedł na emeryturę. Obecnie jest księdzem wspomagającym w parafii polskokatolickiej Matki Bożej Bolesnej w Sosnowcu.
W 2010 prowadził rekolekcje parafialne w parafii polskokatolickiej Świętego Ducha w Warszawie. 